# Wilhelm Petersen
Wilhelm Petersen, född 12 juni 1854 i Leal i västra Estland, död 3 februari 1933 i Tallinn, var en balttysk entomolog och lepidopterolog.
Petersen var den första som uppmärksammade genitaliernas betydelse för taxonomin hos insekter.